# Heinrich von Stietencron
Heinrich von Stietencron (Ronco sopra Ascona, 18 giugno 1933 – Tubinga, 12 gennaio 2018) è stato un indologo ed epigrafista tedesco, professore emerito di Indologia presso l'Università di Tubinga in Germania.

## Opere
- “Hindu Myth, Hindu History: Religion, Art, and Politics”, Permanent Black, Delhi 2005, pp. 327, ISBN 81-7824-122-6
- “The Oxford India Hinduism Reader”, Oxford University Press, Usa, Co-author/s: Vasudha Dalmia
- “Der Hinduismus”, Beck C. H.
- “The Divine Play On Earth: Religious Aesthetics And Ritual In Orissa, India”, Synchron, Co-author/s: Cornelia Mallebrein, Angelika Malinar, Prabin K. Tripathi, Dillip K. Sethi.
- “Ganga and Yamuna River Goddesses and their Symbilism in Inian Temples”, ISBN 8178242850

(2010)
- “Representing Hinduism: The Construction of Religious Traditions and National Identity”, With Vasudha Dalmia, Sage Publications India Pvt Ltd, 1995.
- “Epic and Purāṇic bibliography: (up to 1985) ; annotated and with indexes”, With P. Flamm.
- * Contributor to The Cult of Jagannath and the Regional Tradition of Orissa, with A. Eschmann and G.C. Tripathi, Manohar Publications, Delhi (1978).